# تینا ماری
مری کریستین بروکرت (به انگلیسی: Mary Christine Brockert؛ ۵ مارس ۱۹۵۶ – ۲۶ دسامبر ۲۰۱۰) که به‌طور حرفه‌ای با نام تینا ماری (به انگلیسی: Teena Marie) شناخته می‌شود، خواننده، ترانه‌پرداز و تهیه‌کننده اهل ایالات متحده آمریکا بود. وی بین سال‌های ۱۹۶۴ تا ۲۰۱۰ میلادی فعالیت می‌کرد. او به خاطر آوازهای متمایز روح‌انگیزش شناخته می‌شد که در ابتدا باعث شد بسیاری از شنوندگان فکر کنند او سیاه‌پوست است.